# Fontana di Piazza della Rotonda
Fontana di Piazza della Rotonda, även benämnd Fontana del Pantheon, är en fontän på Piazza della Rotonda i Rione Sant'Eustachio i Rom. Fontänen designades av skulptören Giacomo della Porta och utfördes av Leonardo Sormani. Fontänen förses med vatten från Acqua Vergine och är 14,52 meter hög; själva obelisken är 6,34 meter hög.

## Beskrivning
På 1400-talet lät påve Eugenius IV ställa upp ett enkelt brunnskar i porfyr och två lejon i basalt på Piazza della Rotonda.
Fontänen beställdes ursprungligen av påve Gregorius XIII; av denna fontän återstår dock endast brunnskaret. Påve Alexander VII lät sänka piazzans nivå i linje med Pantheon och avlägsnade balustern som bar upp en vattenskål. År 1711 gav påve Clemens XI i uppdrag åt Filippo Barigioni att omforma fontänen och i mitten uppresa en obelisk från antikens Egypten. Obelisken, som härstammar från farao Ramses II:s tid, hämtades av kejsar Domitianus och uppställdes i Isis och Serapis tempel. Obelisken återupptäcktes år 1373 och ställdes då framför kyrkan San Macuto. Barigioni skulpterade en travertinklippa med maskaroner och delfiner. Dedikationsinskriptionen från år 1711 lyder:

## Bilder
| - Pantheon och piazzan med porfyrkaret och basaltlejonen. Illustration från 1400-talet. - Piazza della Rotonda. Fotografi från 1800-talets senare hälft. - Närbild. |

| - Påve Clemens XI:s vapen. - Fontänen med påve Clemens XI:s dedikationsinskription. |